# Управление морской полиции Республики Корея

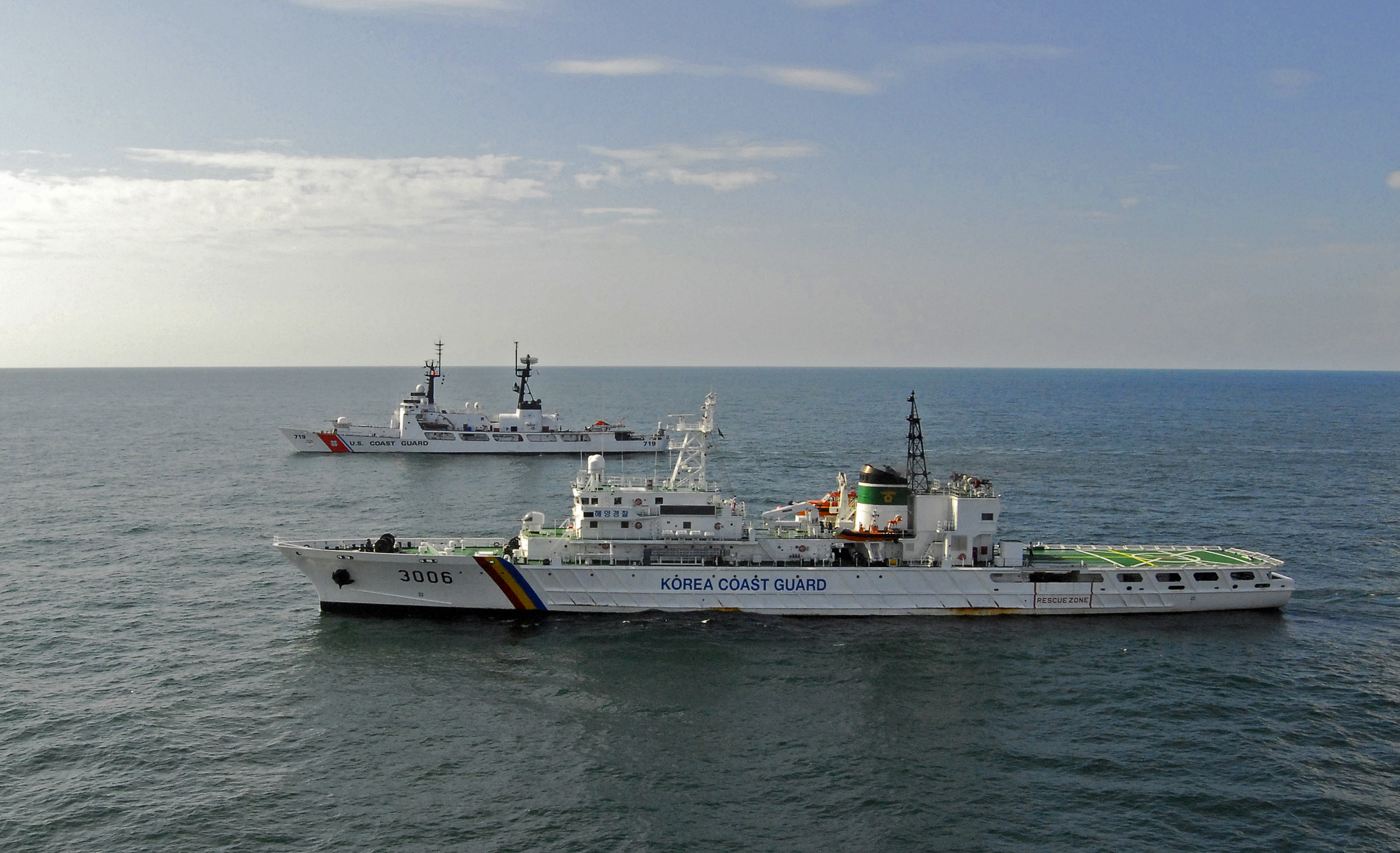
Корабль № 3006 Береговой охраны Республики Корея

Управление морской полиции (кор. 해양경찰청?, 海洋警察廳?), также известное как просто Береговая охрана Республики Корея — правоохранительный орган Республики Корея, отвечающий за обеспечение безопасности и правопорядка в территориальных водах страны и территории её побережья. В настоящее время подчиняется Министерству морских дел и рыболовства. Штабом является город Седжон, в распоряжении Управления морской полиции — сотни станций на побережье всего корейского полуострова и разные корабли (четыре класса крупных кораблей водоизмещением более 1000 т, три класса кораблей водоизмещением более 250 т и три класса малых кораблей — катера водоизмещением более 30 т). Также Береговая охрана использует судна для тушения пожаров, баржи, высокоскоростные разведывательные лодки, лёгкие патрульные корабли и амфибийную технику. На вооружении охраны есть шесть самолётов и 16 вертолётов. В составе Управления морской полиции также есть собственный отряд специального назначения.

## История

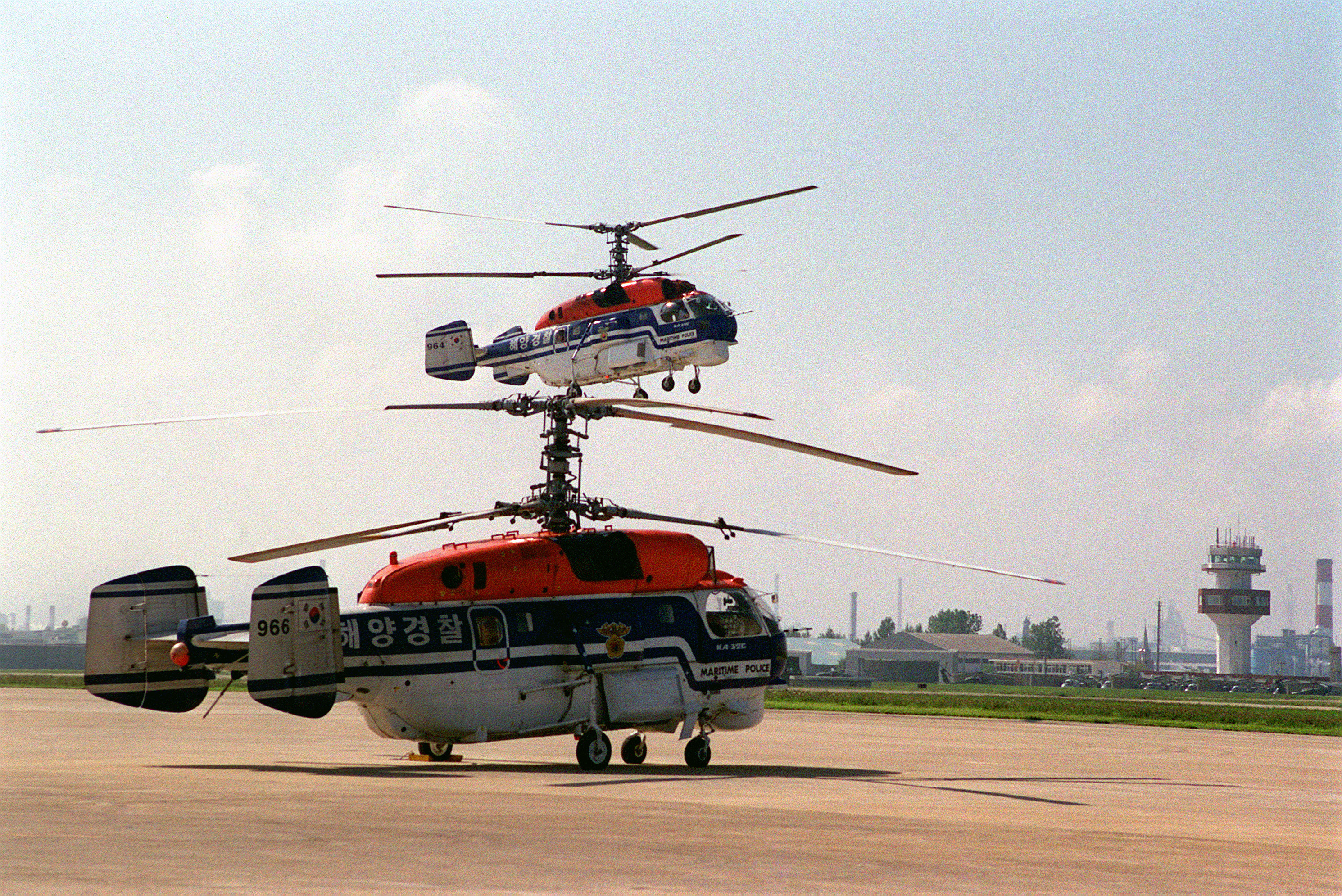
Вертолёт Ка-32 Береговой охраны Кореи

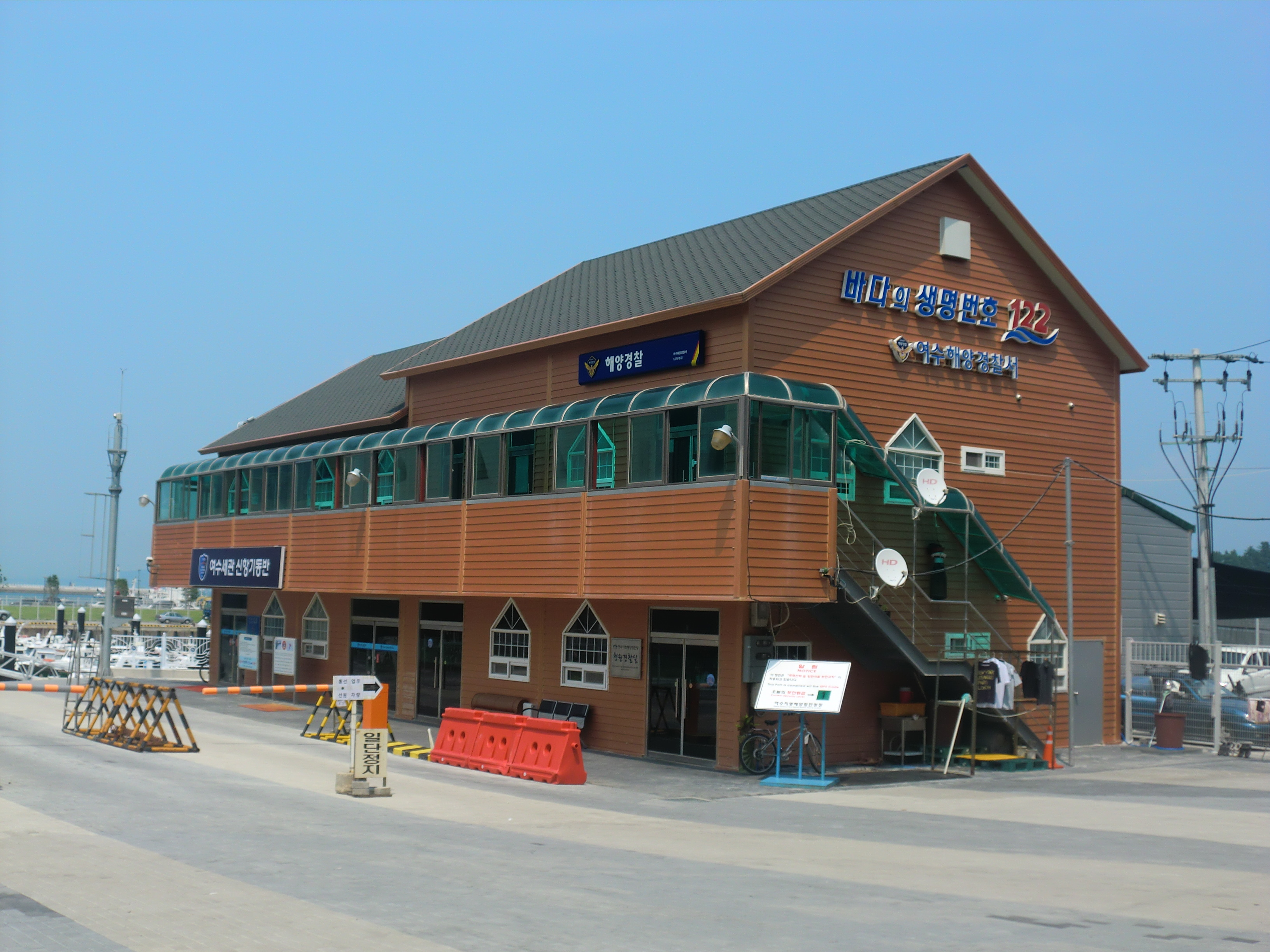
База 122-го спасательного отряда в Йосу

Береговая охрана была образована 23 декабря 1953 года в Пусане как отряд морской полиции при Национальном полицейском управлении. В октябре 1962 года были образованы базы в Инчхоне, Йосу, Пхохан и Кунсан. В феврале 1963 года была расформирована авиачасть при Береговой охране, восстановленная в 1980-е годы. К августу 1991 года после многократного расширения своего флота полицейский отряд был переименован в Национальное управление морской полиции Кореи. К началу XXI века в составе управления были корабли водоизмещением более 3 тысяч тонн, с января 2002 года действовал Отряд специального назначения Береговой охраны Кореи. С 2007 года управление включено собственно в Береговую охрану. В мае 2008 года создан Поисково-спасательный вспомогательный отряд. К 2015 году планировалось заполучить суда водоизмещением более 5 тысяч тонн и расширить личный состав благодаря вовлечению других полицейских частей.
18 мая 2014 года президент Пак Кын Хе спустя месяц после катастрофы парома «Севоль» объявила о том, что в связи с проваленной спасательной операцией Береговая охрана будет расформирована. По мнению Пак, роли расследования и информирования должны быть переданы национальной полиции Кореи, а спасательными операциями должен заниматься Отдел национальной безопасности, отдельный от Министерства безопасности и общественного управления. 7 ноября того же года Национальное собрание Республики Корея в ходе голосования постановило расформировать береговую охрану (146 голосов «за», 71 голос «против»), передать все её обязанности полиции Республики Корея и создать более крупное управление безопасности. Береговая охрана в новом виде была воссоздана при Министерстве общественной безопасности. Преемник Пак Кын Хе, Мун Чжэ Ин восстановил Береговую охрану 26 июля 2017 года как независимое управление при Министерстве морских дел и рыболовства.

## Цели
Согласно открытым данным с официального сайта:
- Развивать и поддерживать оперативные способности для защиты морских границ страны.
- Стать национальным гарантом морской безопасности страны.
- Стать гарантом морской безопасности в Северо-Восточной Азии.
- Развивать и совершенствовать возможности поисково-спасательных мероприятий в зоне ответственности.
- Развивать и совершенствовать защиту охрану и защиту морской среды.
- Полностью отвечать перед общественностью за свои действия.
- Регулярно развивать организацию и деятельность всего управления.

## Основные обязанности
1. Проводить эффективные поисково-спасательные работы с целью спасения жизней людей и защиты имущества и собственности страны в случае инцидентов.
2. Поддерживать безопасность и мир на море, предотвращая совершение морских преступлений.
3. Защищать морскую среду Республики Корея от разлива ядохимикатов и сохранять пресные воды и орские ресурсы страны.
4. Предпринимать все возможные усилия по скорейшему реагированию на международную морскую преступность и любое незаконное пересечение границы.
5. Управлять безопасностью морского движения для обеспечения безопасного туризма, рекреационной деятельности и защиты граждан от любых потенциальных опасностей.
6. Проводить профилактические мероприятия для предотвращения предотвращения и устранения опасных утечек и сбросов.

## Структура
Ведомство разделено на шесть управлений и 23 отдела. В ведении ведомства находится 13 станций с 74 филиалами и 245 отделениями.
Другие подведомственные учреждения включают в себя:
- Академия Корейской береговой охраны
- Агентство связи Корейской береговой охраны